# جويل إيفرسون
جويل إيفرسون (بالإنجليزية: Joel Everson)‏ هو لاعب اتحاد الرغبي نيوزيلندي، ولد في 9 مارس 1990 في كرايستشرش في نيوزيلندا.

## وصلات خارجية
- جويل إيفرسون على موقع ItsRugby.co.uk (الإنجليزية)